# Locomotiva 0-2-2

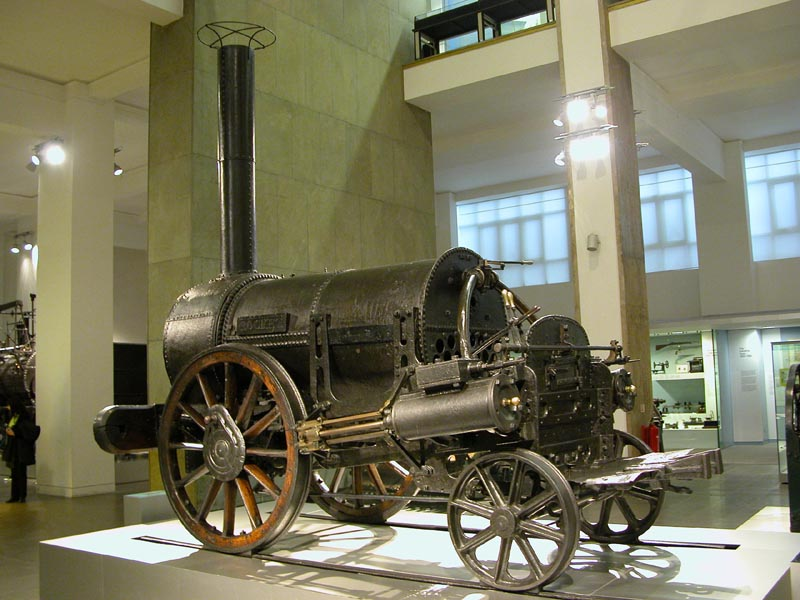
Stephenson's Rocket, uma das primeiras locomotivas 0-2-2

Um arranjo 0-2-2 na Classificação Whyte para locomotivas a vapor são duas rodas motrizes seguidas por duas rodas rasteiras não tracionadas.
Outras equivalências da classificação são:
Classificação UIC: A1 (também conhecida na Classificação Alemã e na Classificação Italiana)

Classificação Francesa: 011

Classificação Turca: 12

Classificação Suíça: 1/2
O arranjo 0-2-2 foi amplamente usado do início das locomotivas a vapor até pouco depois.
Uma famosa 0-2-2 é a Stephenson's Rocket.